# Amegilla robinae
Amegilla robinae är en biart som beskrevs av Brooks 1988. Amegilla robinae ingår i släktet Amegilla och familjen långtungebin. Inga underarter finns listade i Catalogue of Life.